# Орас дьо Сосюр
Орас Бенедикт дьо Сосюр (на френски: Horace-Bénédict de Saussure) е швейцарски геолог, ботаник и алпинист, изследовател на Алпите.

## Произход
Роден е на 17 февруари 1740 година в селцето Конш, близо до Женева, Швейцария, в семейство на потомствен геолог. Още като юноша заедно с баща си обикаля близките до Женева разклонения на Алпите и тази дейност предопределя по-нататъшното му развитие и научна дейност.

## Научна дейност
Изследвания на Сосюр са свързани с измерването на температурата, влажността, снежната покривка и други показатели на различна надморска височина. Сосюр получава интересни резултати. Уточнява, че долният слой вода в дълбоките езера винаги остава студена, за загряването на почвата на 30 фута дълбочина са необходими шест месеца и др. Конструира и усъвършенства множество оригинални измервателни уреди – хигрометър, магнитометър, диафанометър, анемометър, евапорометър и др. На основата на своите изследвания предлага смели хипотези, множество от които не се потвърждават. Счита се, че е първият, който предлага термина „геология“ (1779 г.).
Освен с геология, Сосюр се занимава и с ботаника, като описва множество алпийски растения.

## Експедиции по Алпите (1758 – 1794)
Своите пътешествия по Алпите Сосюр осъществява в периода от 1758 до 1794 г.
През 1758 г. изследва планините около Женева. През 1759 г. за 15 дни изследва планината Юра (1718 m). През 1760 г. се изкачва по левия приток на Рона – река Арв (100 km) до изворите ѝ от ледниците, спускащи се в Шамонийската долина от северозападното подножие на Монблан.
През следващите 20 години изследва Савойските Предалпи (на юг от Женевското езеро, между горното течение на Рона и притока ѝ Арв). Тези предварителни изследвания му помагат да даде правилна характеристика на релефа на цялата планинска област на юг от Женевското езеро. Изследва и хребета Репозуар (40 km, 2752 m) в Савойските Алпи. През 1780 г. продължава изследванията си в котловината на езерото Аннеси и планините Бож и Шартрьоз (2082 m), разположени покрай десния бряг на река Изер.
През различни години Сосюр три пъти обхожда в кръг масива Монблан. Описва ледника Аржантие, спускащ се на североизток от масива и югоизточните ледникови езици, спускащи се в тясна долина на един от горните притоци на река Дора Балтеа.
Изследва северната част на Грайските Алпи (4061 m) и югозападните склонове на Пенинските Алпи (4634 m), преминавайки 120 km по долината на река Дора Балтеа до изхода на реката от планините на 8° и.д.
През 1783 г. изследва двата склона на Лепонтинските Алпи (3578 m), като се изкачва по долината на река Ааре (ляв приток на Рейн), достига до изворите ѝ и изследва ледника близо до прохода Гримзел (2165 m). На североизток открива друг ледник, от който на височина 3102 m извира река Рона. Пресича Лепонтинските Алпи и по долината на река Маджа се спуска до езерото Лаго Маджоре (212 km2), като по този установява, че те са вододел на три речни системи – Рона, Рейн и По, принадлежащи към три различни морски басейна. От Лаго Маджоре отново се изкачва в планината по долината на река Тичино (248 km) до прохода Сен Готард (2108 m).
По-късно извършва преход по маршрута Женева, Торино, Милано, Генуа, Тулон, като по този начин проследява и изследва южните склонове на Приморските Алпи (3297 m) и Провансалските Предалпи.
През 1787 изследва Лигурийските Апенини (1803 m), а през юни 1788 г. прекарва 16 дни на ледника Жеан, разположен на източния склон на Монблан на височина 3362 m.
През 1789 г. изследва масива Монте Роза (4634 m) в Пенинските Алпи. През август се изкачва на 4500 m на един от върховете в масива и с усъвършенстваните си вече методи за определяне на надморската височина измерва височината на още един „четирихилядник“ – Матерхорн (4477 m).
Натуралистичните очерци на Сосюр „Пътешествия в Алпите...“ (на френски „Voyages dans les Alpes...“, t. 1 – 8, Genève, 1796 – 1803) са преиздавани многократно, а през 1834 г. за първи път е публикувана ненаучната, пейзажно-лирическа част от записките му (на френски: „Partie pittoresque des ouvrages de M. de Saussure“).

## Алпинизъм

### Изкачване на Монблан (1787)
Друга основна дейност за Сосюр е алпинизмът. Покорява множество алпийски върхове. Мечтата му е да стъпи на върха на Монблан и поразен от недостижимостта му през 1760 г. обявява голяма премия за изкачването му. Но въпреки това Монблан се оказва недостижим повече от 20 години. Едва на 8 август 1786 г. двама жители на Шамони, Франция – търсачът на кристали Жак Балма и лекарят Мишел Пакар, първи покоряват върха и спечелват учредената от Сосюр премия. Посрещането им в Шамони е триумфално, но докторът е получил снежна слепота на върха и е воден за ръка от Балма. Това дава основание на завистливи съселяни да се усъмнят в постижението му. Поради тази причина в центъра на селцето е поставен паметник, който изобразява само учения Дьо Сосюр и сочещия с ръка към планината Жак Балма. Скромният лекар е забравен за цели 100 години, след което местните му отдават закъснялото си признание и му издигат отделен паметник.
През август 1787 г., само 12 месеца след първото покоряване на Монблан, Сосюр, вече професор от световна величина, успява също да погледне света от върха, заедно с опитния вече Жак Балма, но този път вече с измервателни инструменти. Установяват, че Монблан е най-високия връх на Алпите.
Победата над четирихилядника обаче не носи така дългоочакваното щастие на учения. В спомените си той пише: „Просто не повярвах на очите си, когато видях в краката си величествените върхове като страшни игли. Продължителната борба, споменът от изживените трудности и мъки предизвикаха у мен раздразнение. Достигайки най-високата точка, аз просто тропнах с крак по-скоро от гняв, отколкото от удоволствие“.
Чрез своята дейност Сосюр популяризира алпинизма и планинския отдих. За нуждите на алпинистите конструира първата в Европа походна печка за приготвяне на топла храна чрез слънчеви лъчи.

## Смърт (1799)
Умира на 22 януари 1799 година в Женева на 58-годишна възраст.